# Гемптонбург (Нью-Йорк)
Гемптонбург (англ. Hamptonburgh) — місто (англ. town) в США, в окрузі Орандж штату Нью-Йорк. Населення — 5489 осіб (2020).

## Демографія
Згідно з переписом 2010 року, у місті мешкала 5561 особа в 1739 домогосподарствах у складі 1456 родин. Було 1819 помешкань
Расовий склад населення:
| - 89,1 % — білих - 3,8 % — чорних або афроамериканців - 3,0 % — азіатів - 0,3 % — корінних американців - 1,9 % — осіб інших рас |

До двох чи більше рас належало 1,9 %. Частка іспаномовних становила 8,7 % від усіх жителів.
За віковим діапазоном населення розподілялося таким чином: 26,5 % — особи молодші 18 років, 62,0 % — особи у віці 18—64 років, 11,5 % — особи у віці 65 років та старші. Медіана віку мешканця становила 41,1 року. На 100 осіб жіночої статі у місті припадало 97,5 чоловіків;  на 100 жінок у віці від 18 років та старших — 92,8 чоловіків також старших 18 років.
Середній дохід на одне домашнє господарство  становив 118 886 доларів США (медіана — 105 370), а середній дохід на одну сім'ю — 122 939 доларів (медіана — 108 690). Медіана доходів становила 62 075 доларів для чоловіків та 53 897 доларів для жінок. За межею бідності перебувало 7,6 % осіб, у тому числі 6,0 % дітей у віці до 18 років та 9,2 % осіб у віці 65 років та старших.
Цивільне працевлаштоване населення становило 2453 особи. Основні галузі зайнятості: освіта, охорона здоров'я та соціальна допомога — 22,8 %, роздрібна торгівля — 15,9 %, науковці, спеціалісти, менеджери — 10,1 %, публічна адміністрація — 8,7 %.